# Mesothen pyrrha
Mesothen pyrrha är en fjärilsart som beskrevs av William Schaus 1889. Mesothen pyrrha ingår i släktet Mesothen och familjen björnspinnare. Inga underarter finns listade i Catalogue of Life.